# وكيل أدبي
الوكيل الأدبي هو وكيل يعرض الكتاب وكتبهم إلى الناشرين، المنتجين المسرحيين، منتجي الأفلام وأستوديوهات الأفلام، ويساعد في البيع والتفاوض. الوكلاء الأدبيون غالبا يعرضون الروائيين وكتاب السيناريوهات والكتاب غير الخياليين. يدفع لهم بنسبة مئوية ثابتة (غالبا %20 في البيع الأجنبي و %10 إلى %15 في البيع المحلي) من عائدات البيع التي تفاوضوا بها لأجل زبائنهم.